# 남추
남추(? ~ ?)는 조선 중종 때의 문인이다. 자는 계응(季應), 호는 서계(西溪)·선은(仙隱). 1519년의 기묘사화(己卯士禍) 때 추방당하자 영광(靈光)에서 시작(詩作)에 전심하였으며 그의 시 <촉영부(燭影賦)>는 간신 남곤(南袞)을 비꼰 것으로 유명하다. <지봉유설(芝峯類說)>등 기록에 의하면 그가 장자(長子)를 만나 지리산 청학동(靑鶴洞)에 이르러 도인(道人)을 만나니 바로 최치원이었다는 <도담(道談)>이 있다.